# Station Malavée
Station Malavée was een spoorweghalte langs spoorlijn 119 en spoorlijn 121 in de deelgemeente Jumet van de Belgische stad Charleroi.
0,0: Châtelet ·
2,9: Gilly-Sart-Allet ·
3,7: Gilly-Sart-Culpart ·
7,1: Hamendes ·
9,0: Houbois ·
10,1: Jumet-Brûlotte ·
10,9: Malavée ·
11,8: Chef-Lieu ·
12,9: La Carosse ·
13,9: Gosselies ·
15,4: Thiméon ·
17,4: Viesville ·
21,0: Luttre
0,0: Lambusart ·
3,1: Le Vieux Campinaire ·
6,0: Ransart ·
10,0: Masses-Diarbois ·
13,4: Houbois ·
14,5: Jumet-Brûlotte ·
15,3: Malavée ·
16,8: Sart-les-Moines ·
18,0: Wilbeauroux